# Новогиреево (платформа)
Новогире́ево — остановочный пункт Горьковского направления Московской железной дороги и линии МЦД-4, расположенный на границе районов Новогиреево и Вешняки города Москвы.

## История

### XX век
Остановочный пункт был открыт в 1908 году в дачном посёлке Новогиреево, по которому и назван. Первоначально платформы располагались западнее своего нынешнего местоположения, ближе к Гиреевскому проспекту (ныне 5-й проспект Новогиреева) и служили западной границей дачного посёлка. К платформам подходила конная железная дорога.

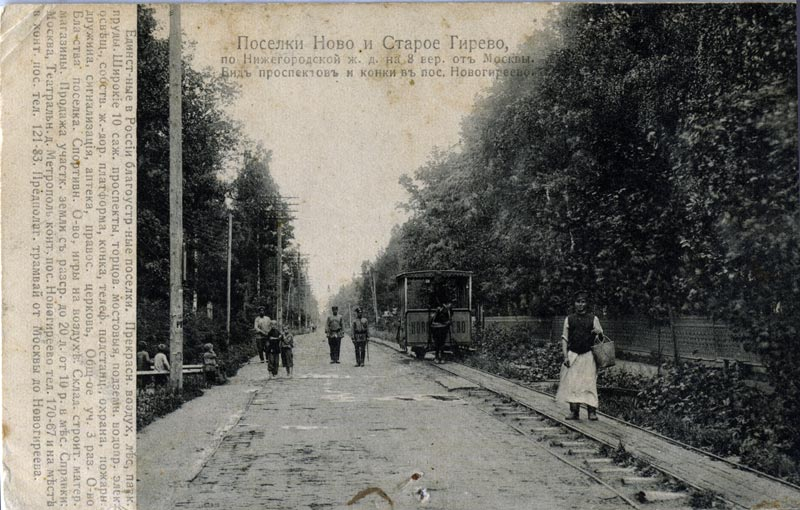
Посёлки Ново и Старое Гирево, Гиреевский проспект (позже 5-й проспект Новогиреева), линия конки к станции Новогиреево, 1906 год.

### XXI век
Летом 2007 года была завершена реконструкция платформы, в числе чего платформы были оборудованы турникетами (их установка анонсировалась ещё в 2004 году). В 2008 году остановочный пункт стал промежуточным для пригородных экспрессов, однако с декабря 2018 года (после введения в эксплуатацию новой платформы на остановочном пункте Нижегородская, ставшем впоследствии подобной промежуточной остановкой) экспрессы в Новогиреево останавливаться перестали.
В 2015—2018 годах производилось строительство новых платформ (на месте старых) в связи с введением в эксплуатацию 4 дополнительного главного пути. В феврале 2020 года стало известно о строительство в Новогиреево ещё одной платформы.
В сентябре 2023 года остановочный пункт вошёл в состав диаметра МЦД-4.

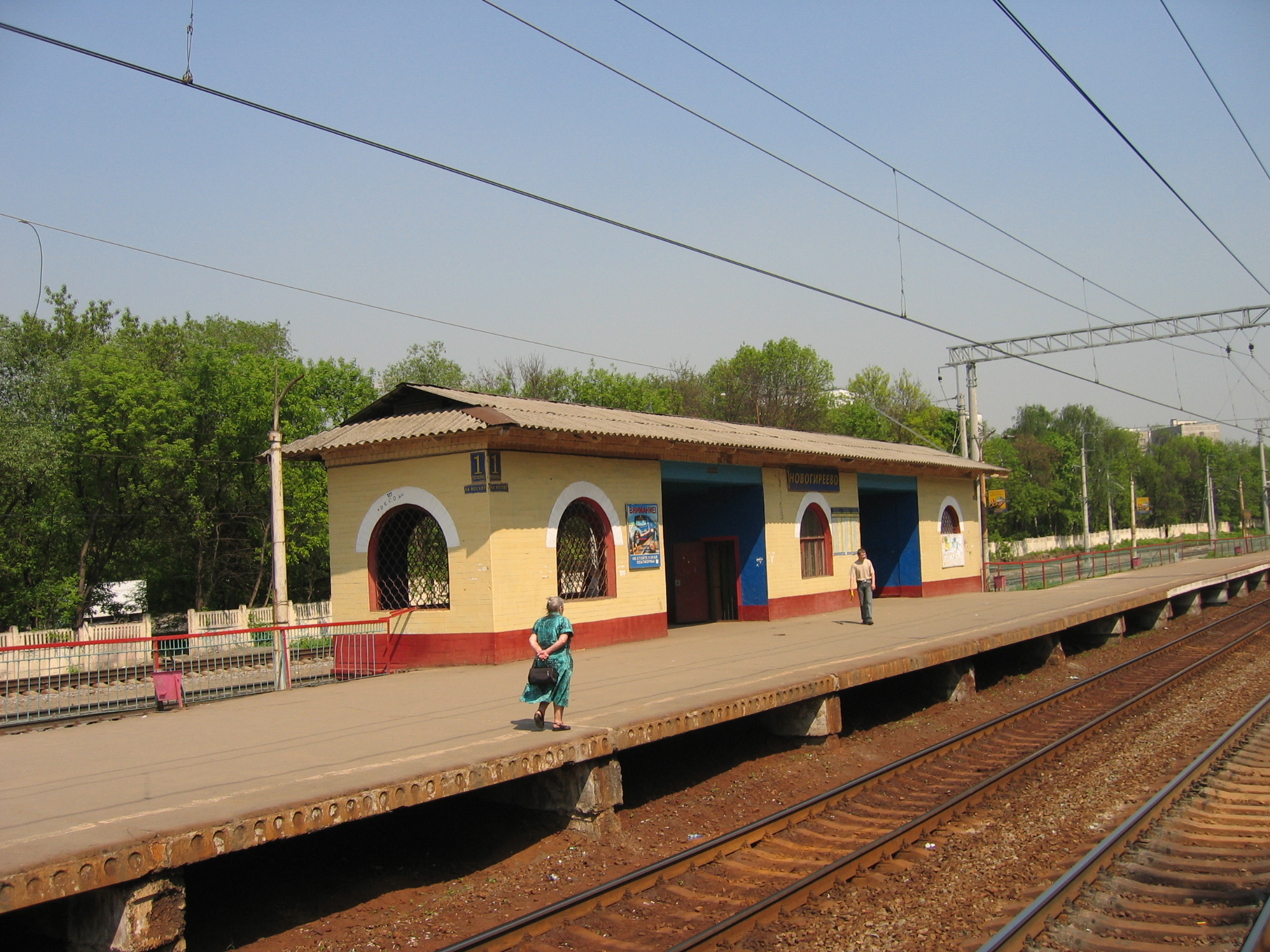
Платформа до реконструкции, 2007 г.
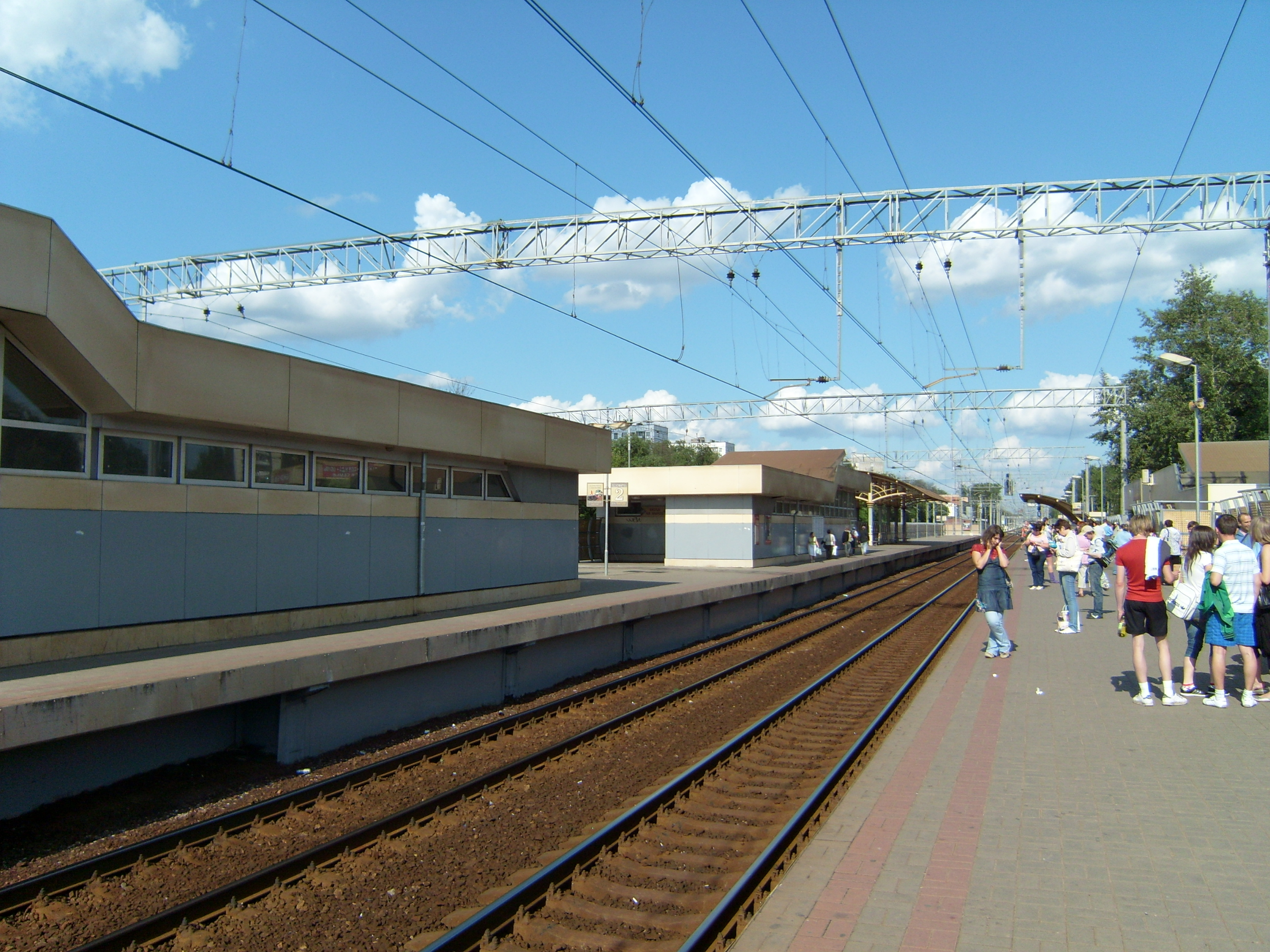
Платформы после реконструкции, 2009 г.
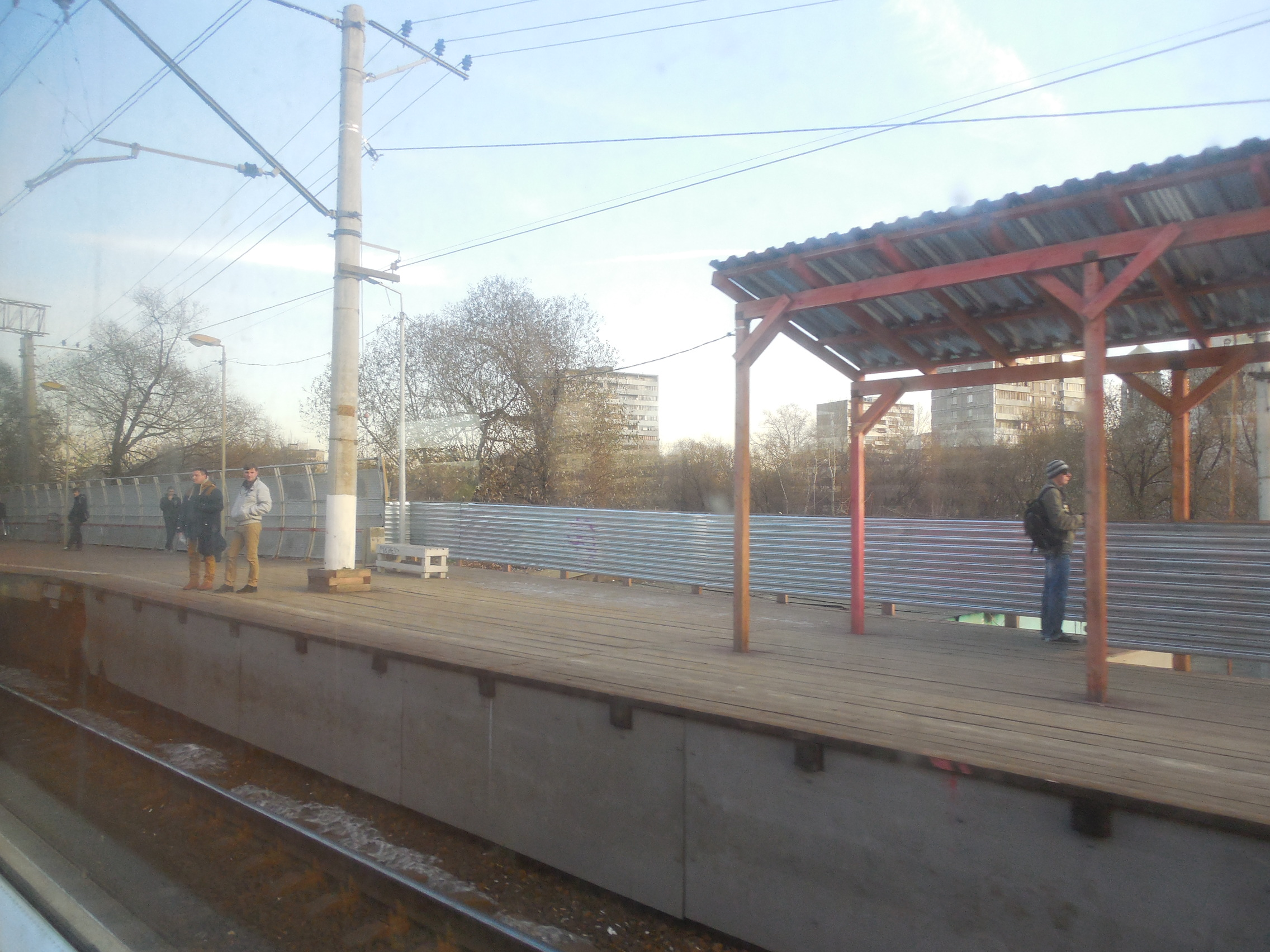
Временные деревянные платформы во время следующей реконструкции, 2014 г.

## Описание

### Расположение
Новогиреево располагается на границе одноимённого района и района Вешняки в восточной части станции Кусково. С севера параллельно остановочному пункту проходит Фрязевская улица, с юга — Кетчерская улица. Западную часть остановочного пункта обрамляет Новогиреевский путепровод, проходящий над железнодорожным полотном.
В непосредственной близости от остановочного пункта расположены:
- Новогиреевское трамвайное кольцо[14] и остановка трамваев «МЦД Новогиреево»;
- автобусные остановки «МЦД Новогиреево» на Фрязевской и Кетчерской улицах.

На этой станции можно пересесть на следующие маршруты городского пассажирского транспорта:
- Автобусы: м64, м74, 21, 133, 208, 237, 247, 254, 276, 285, 314, 409, 620, 635, 645, 662, 674, 776, 787, 842, 884, т53, н4
- Трамваи: 36, 37

Приблизительно в километре севернее остановочного пункта располагается станция метро Новогиреево.

### Инфраструктура
Состоит из двух высоких островных платформ с навесами, соединённых подземным переходом, оборудованным пандусом для инвалидов. Остановочный пункт оборудован кассами и турникетами.

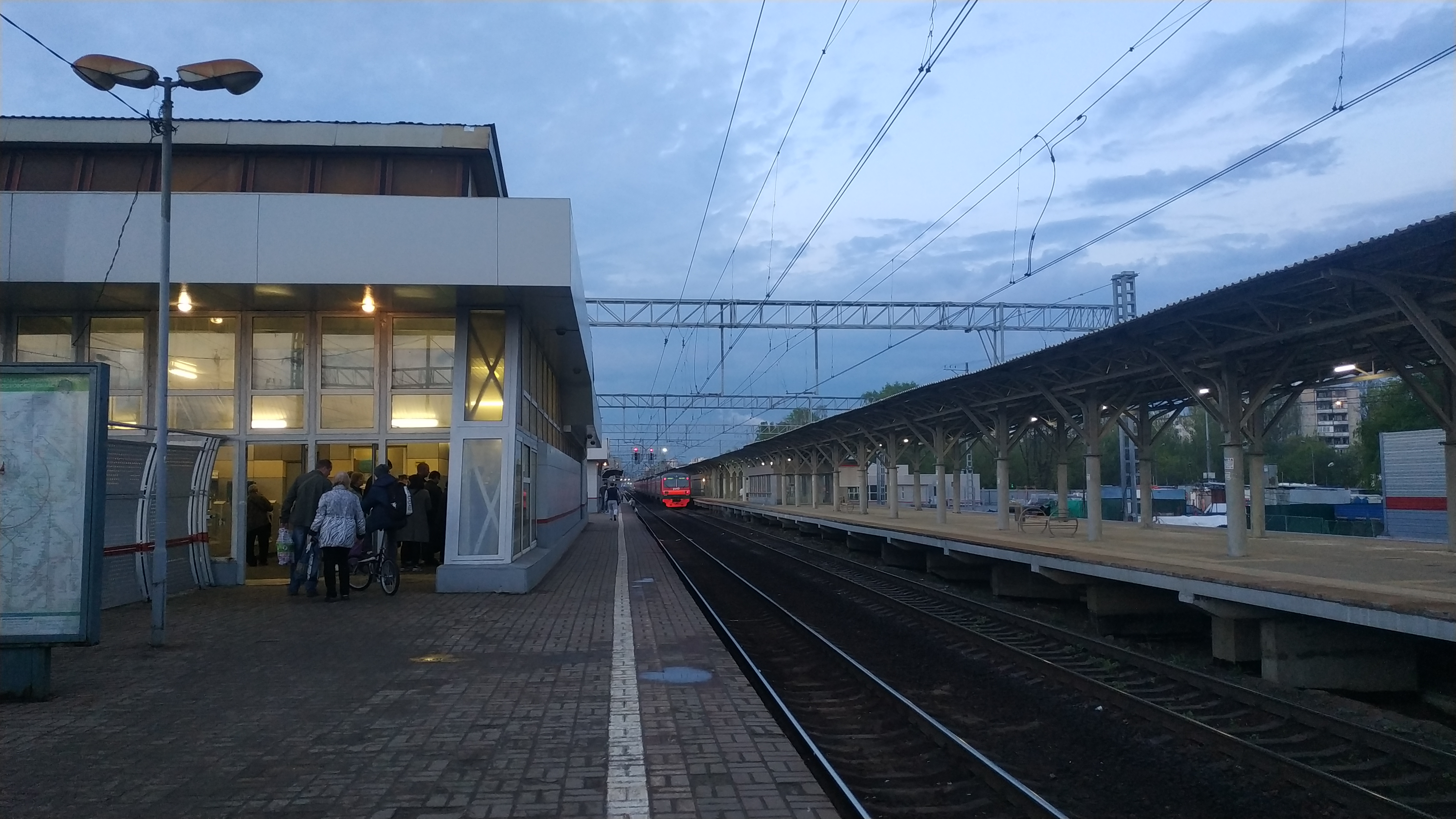
Вид на платформы
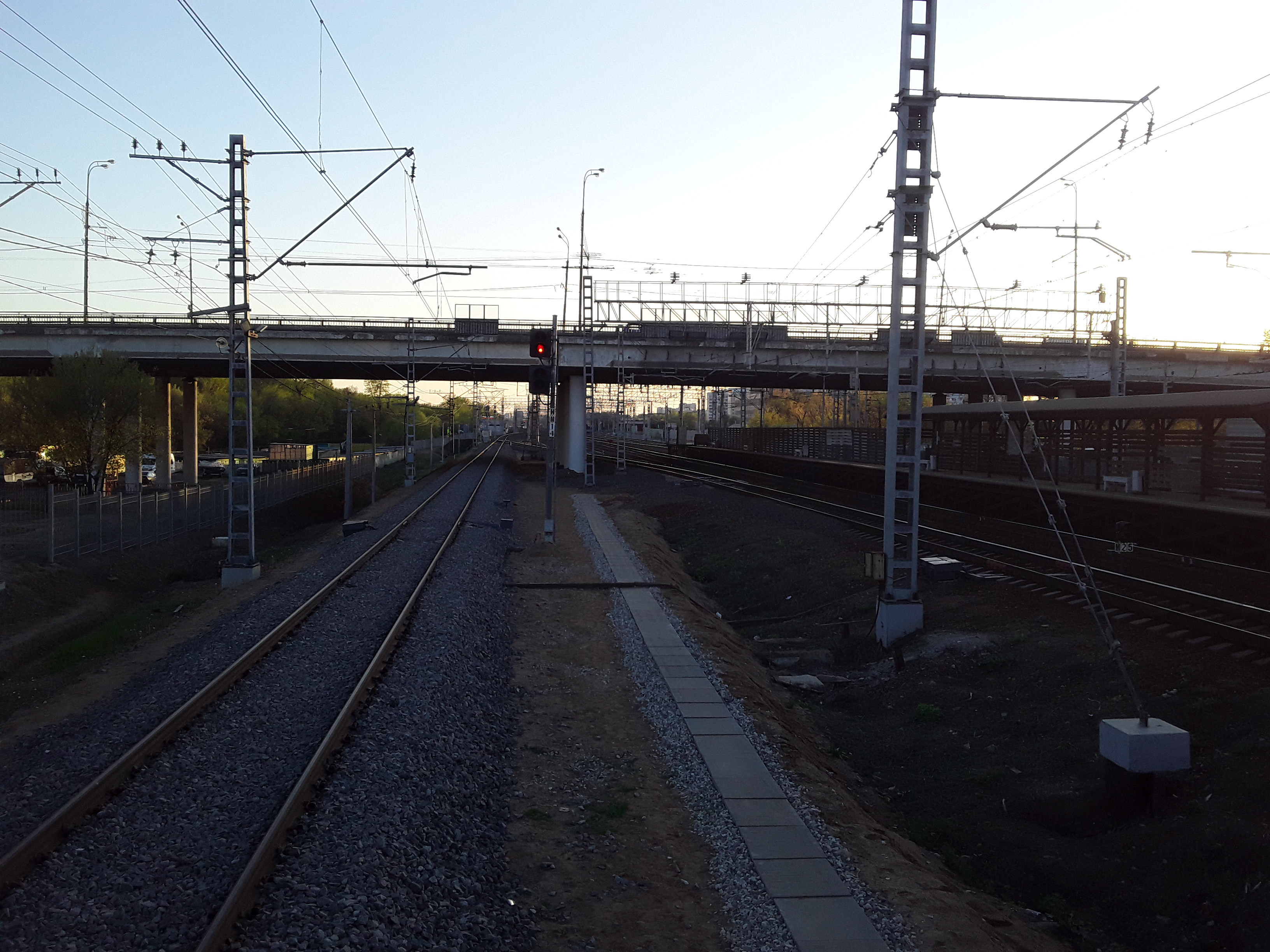
Путевое развитие
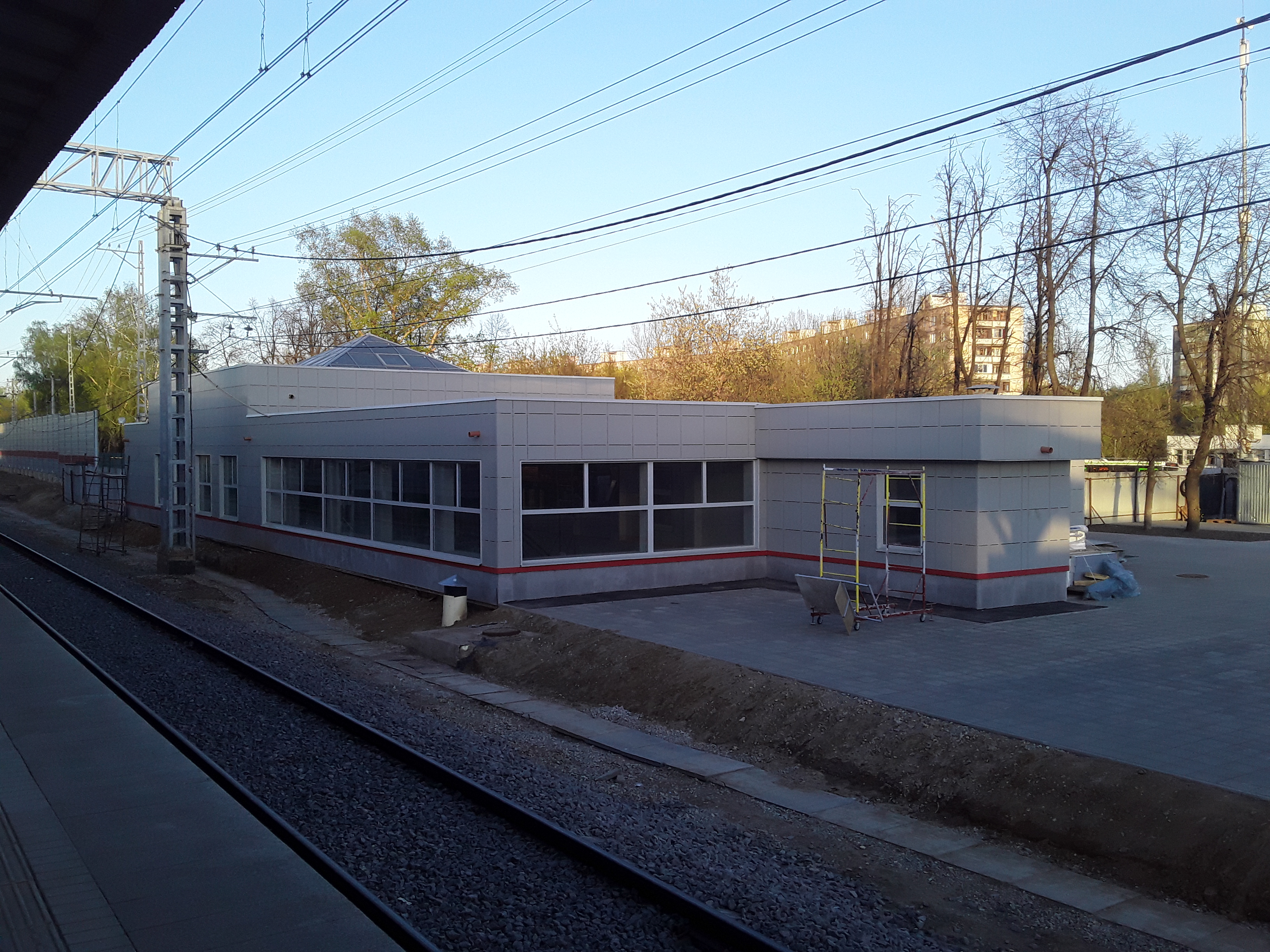
Северный вестибюль подземного перехода остановочного пункта

### Примечательные объекты рядом
Рядом с остановочным пунктом располагается Храм Введения Пресвятой Богородицы в Вешняках и Сцена на Перовской Московского театра иллюзий. Примерно в километре от платформ на северо-восток располагается электродепо Новогиреево.

## Пассажирское движение
На остановочном пункте останавливаются все пригородные электропоезда. Экспрессы и поезда дальнего следования проезжают Новогиреево без остановки.

## Перспективы развития
На остановочном пункте планируется строительство транспортно-пересадочного узла «Новогиреево платформа».